# El lenguaje de los pájaros

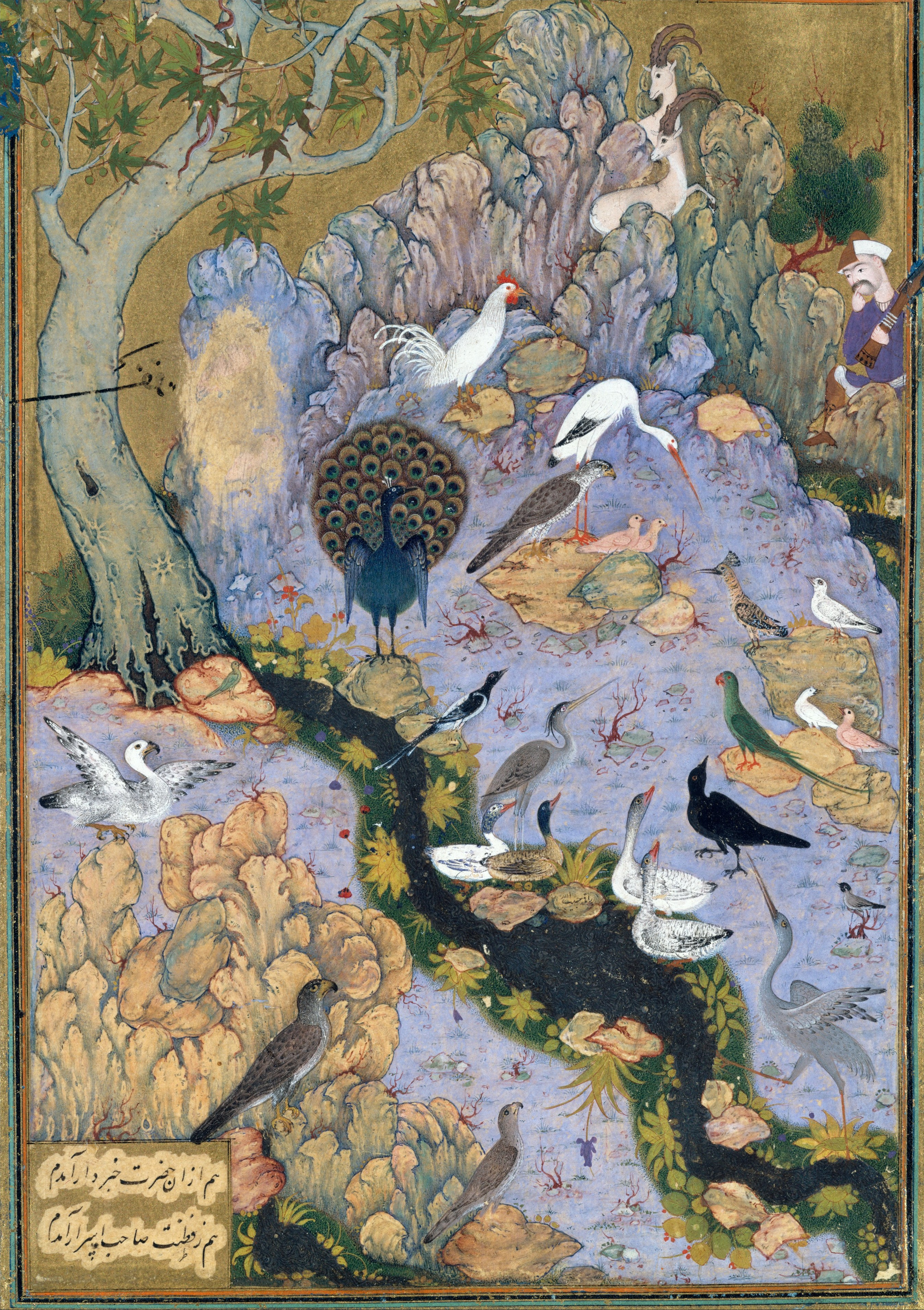
En el centro hacia la derecha se encuentra la abubilla, «dando instrucciones» al resto de pájaros, antes de emprender su viaje.

El lenguaje de los pájaros o La conferencia de los pájaros (en idioma persa: Mantiq al-Tayr) es un libro escrito en torno a los siglos XII / XIII por el poeta y místico persa Farid al Din Attar y está considerada la mayor de sus obras.

## Argumento
Es una epopeya mística que relata cómo treinta mil pájaros, bajo la guía espiritual de la abubilla, se reúnen y deciden ir en busca del rey-pájaro o Simurg -a veces se equipara con otras aves mitológicas tales como el Ave Fénix. El Simurg es la analogía de divinidad, origen y destino de todo pájaro viajero. Esta obra se considera como una de las obras más notables dentro de la tradición religiosa y cultural del sufismo. Sirviendo como una guía de iniciación para cualquier persona seguidora de esta corriente mística musulmana con el fin de acercarse a Alá o a la divinidad. Además del relato del viaje, el libro incluye diversos cuentos, leyendas semihistóricas, citas del Corán o relatos extraídos de la tradición cultural persa que sirven para ilustrar las dificultades del viaje de iniciación y cómo superarlas. Durante el viaje uno por uno los pájaros van abandonando cada uno con una excusa, incapaz de continuar el viaje; cada una de estas aves simboliza la mala conducta, de la gran cantidad de aves que empezaron el viaje únicamente llegan a su final treinta. Las aves deben atravesar siete valles en su  búsqueda de Simurg:
- Talab ( búsqueda)
- Ishq (amor)
- Ma'refat (conocimiento)
- Isteghnâ (desprendimiento)
- Tawhid (unidad de Dios)
- Hayrat (impresionante)
- Faqr y Fana (pobreza y frustración).

Estas son las etapas por las que los sufíes puede llegar a la verdadera naturaleza de Dios. Los sufíes siempre temieron la condena de los pensadores sunitas que equiparaban el misticismo sufí con cualquier idea de fusión mística entre el hombre y Dios. 

### Ilustraciones
Colección en el Museo Metropolitano de Arte de Nueva York. Folios de un manuscrito ilustrada de fecha c.1600. Las pinturas fueron realizadas por Habiballah de Sava (activo ca.1590-1610), en tinta, acuarela opaca, oro, y plata en papel, dimensiones 25,4 x 11,4 cm.

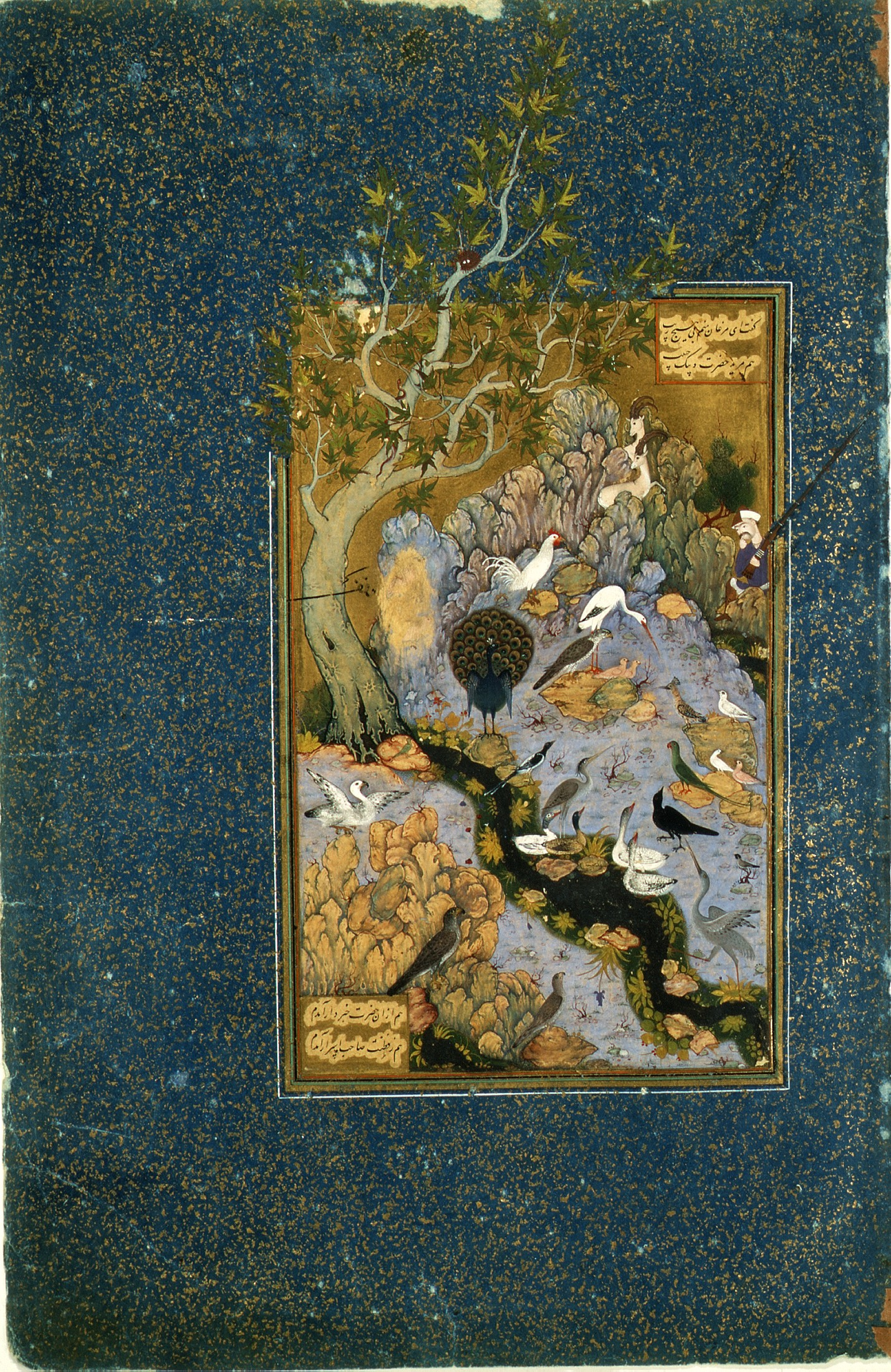
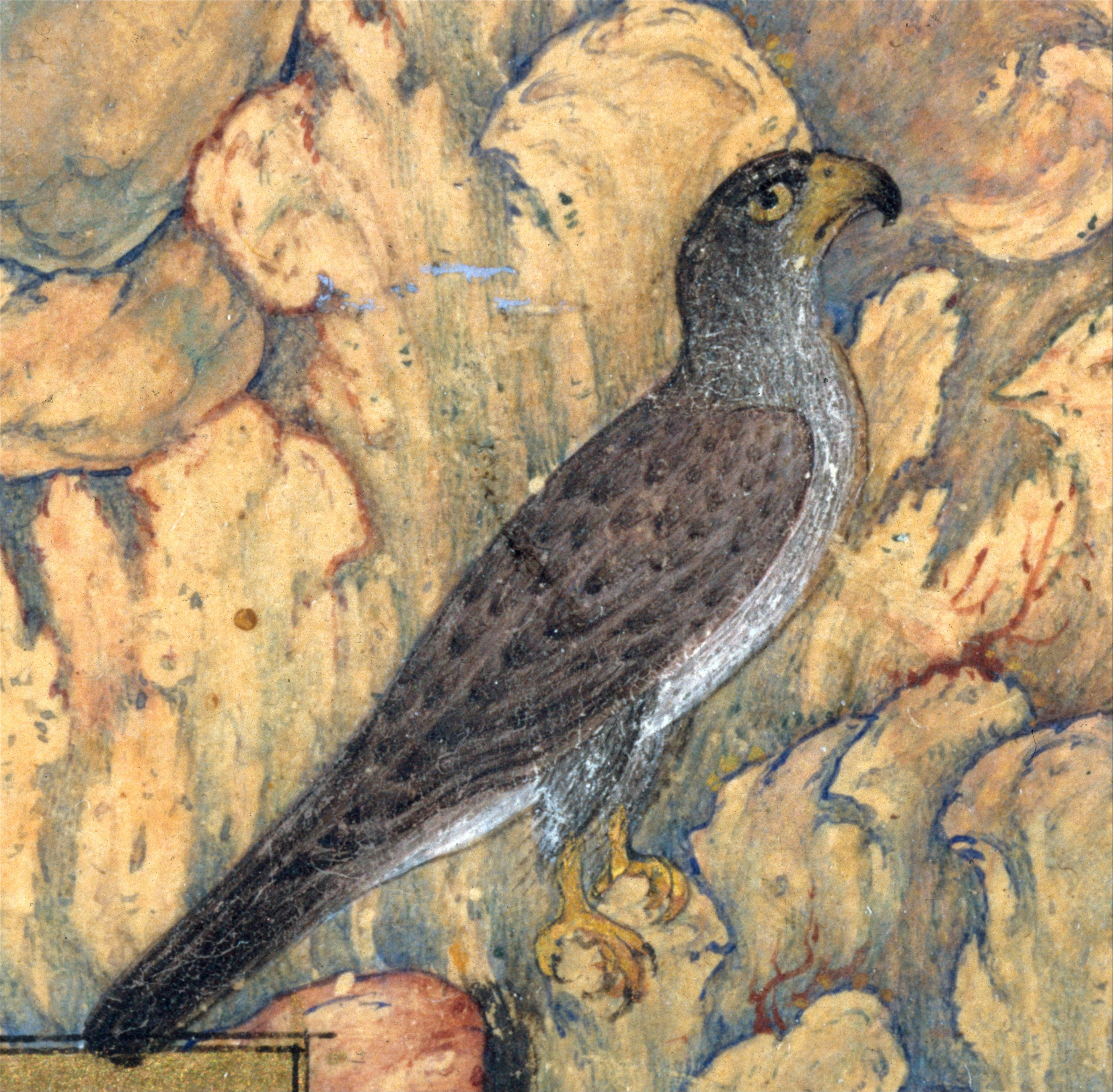
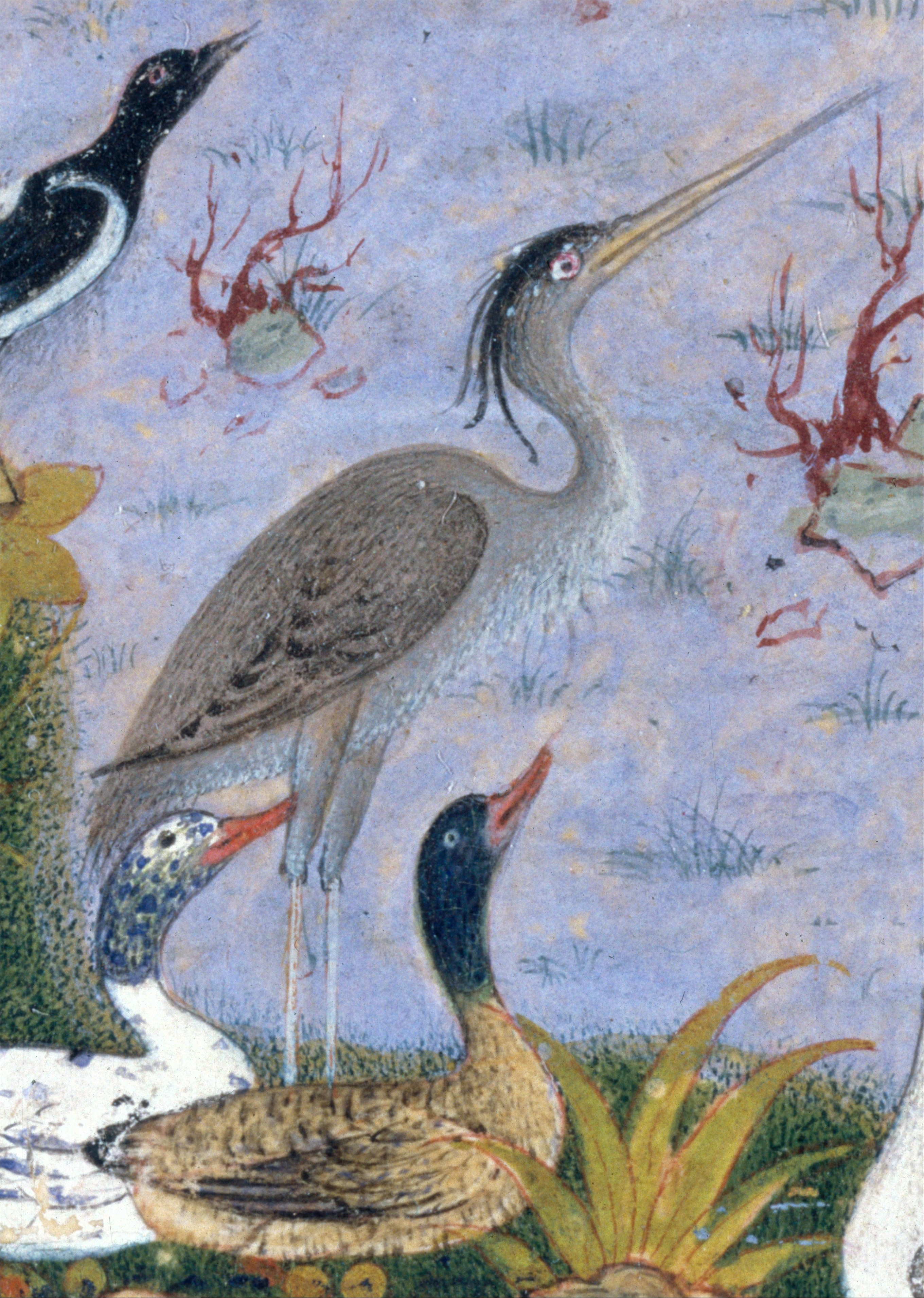
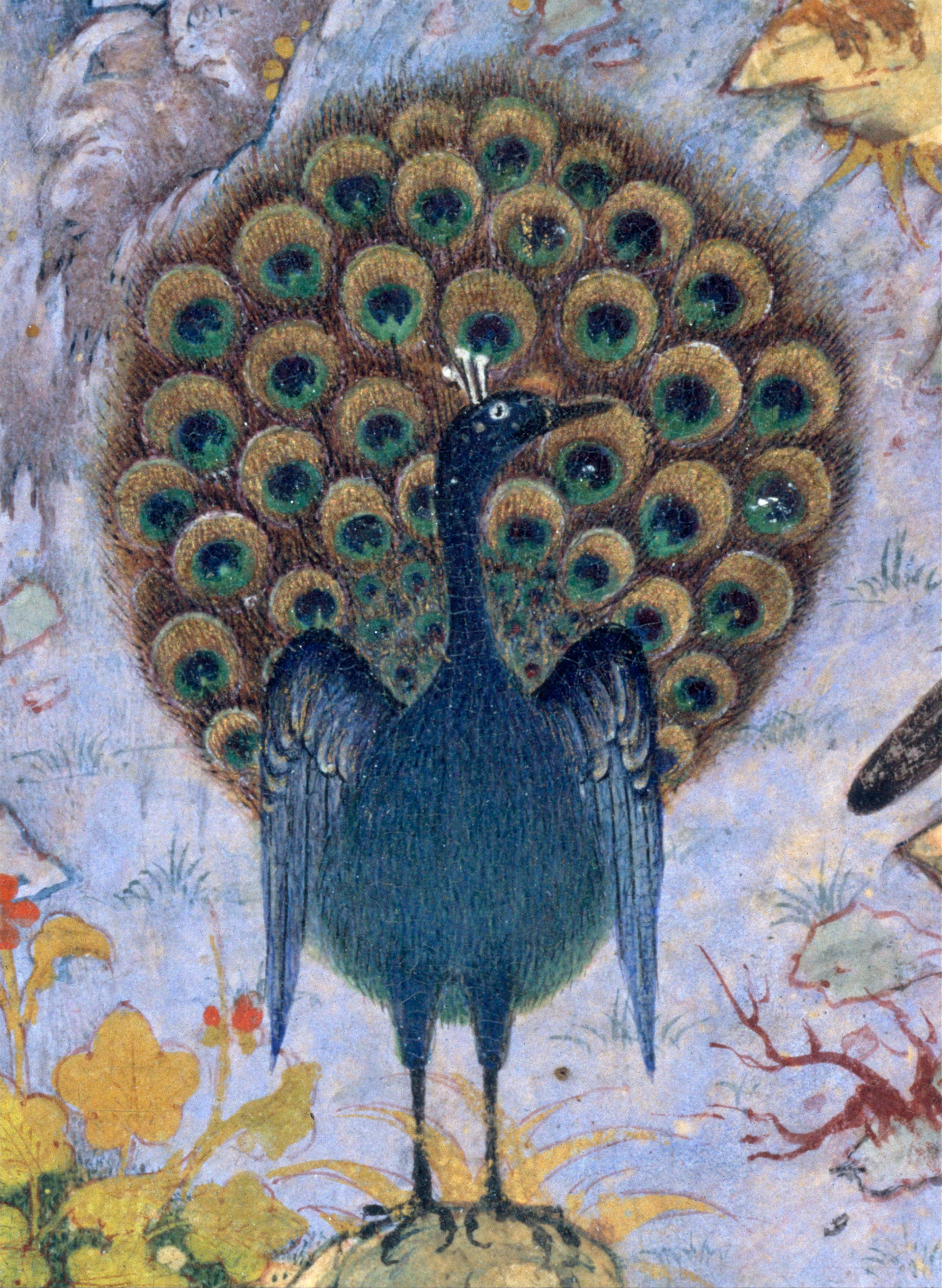